# 6e corps d'armée (Ukraine)
Pour les articles homonymes, voir 6e corps d'armée.
Le 6e corps d'armée (en ukrainien : 6-й армійський корпус, abrégé en 6 АК ; numéro d'unité militaire А1314) est une structure militaire de l'Armée de terre ukrainienne créée en 1993 et dissoute en 2013.

## Historique
Le corps était basé à Dnipropetrovsk et formé sur la base de la 6e armée de chars de la Garde soviétique. 
Après la dislocation de l'URSS, la 6e armée de chars fait partie de l'Armée de terre ukrainienne, avec une rapide réduction des effectifs pour devenir la 6e en août 1993.

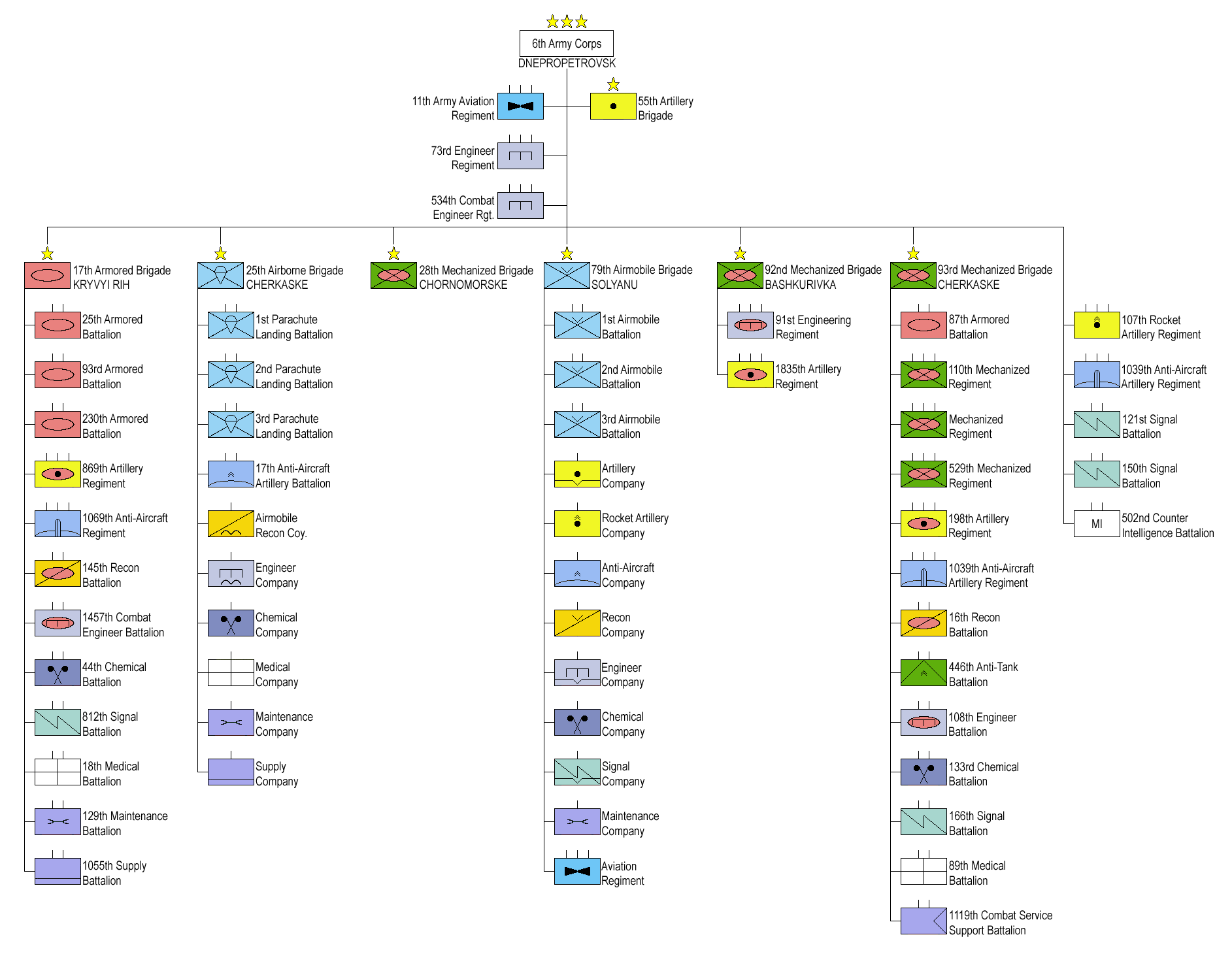
La structure du 6e corps.

En 2013 il est intégré au Commandement opérationnel sud.

### 1919 1920
Il a existé un 6e corps d'armée de Kiev qui appartenait à l'Armée révolutionnaire insurrectionnelle ukrainienne.

## Commandants
- 1991 - 1992 : Vitalyi Radetskyi.
- 1992 - 1993 : Volodymyr Chkidtchenko.
- 1993 - 1994 : Oleh Chustenko.
- 1994 - 1996 : Valentyn Tymko.
- 1996 - 2000 : Volodymyr Mojarovskyi.
- 2000 - 2002 : Volodymyr Bataliouk.
- 2002 - 2003 : Rauf Nouroullin.
- 2003 - 2004 : Youri Chapoval.
- 2004 - 2005 : Youriy Boryskin.
- 2005 - 2007 : Volodimir Zamana.
- 2007 - 2012 : Serhiy Bessarab.
- 2012 - 2013 : Rouslan Khomtchak.